# Museo del Ferrocarril de Madrid
A Museo del Ferrocarril de Madrid egy vasúti múzeum Madridban, Spanyolországban. Egyike a világ legnagyobb vasúti múzeumainak. 2011-ben 98 ezer látogató tekintette meg a gyűjteményt.

## Megközelítése
Megközelíthető a Madridi metró hármas számú vonalával, a megálló neve: Estación de Delicias.

## Képgaléria

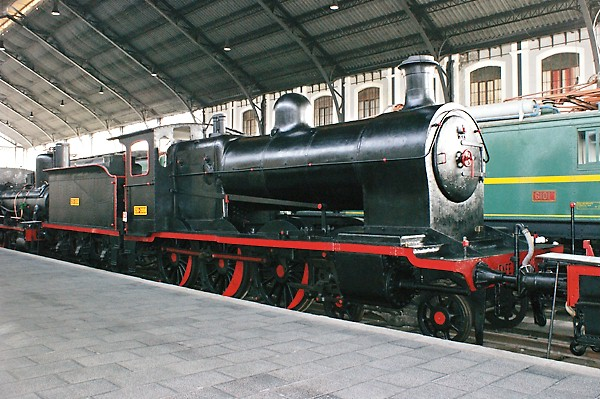
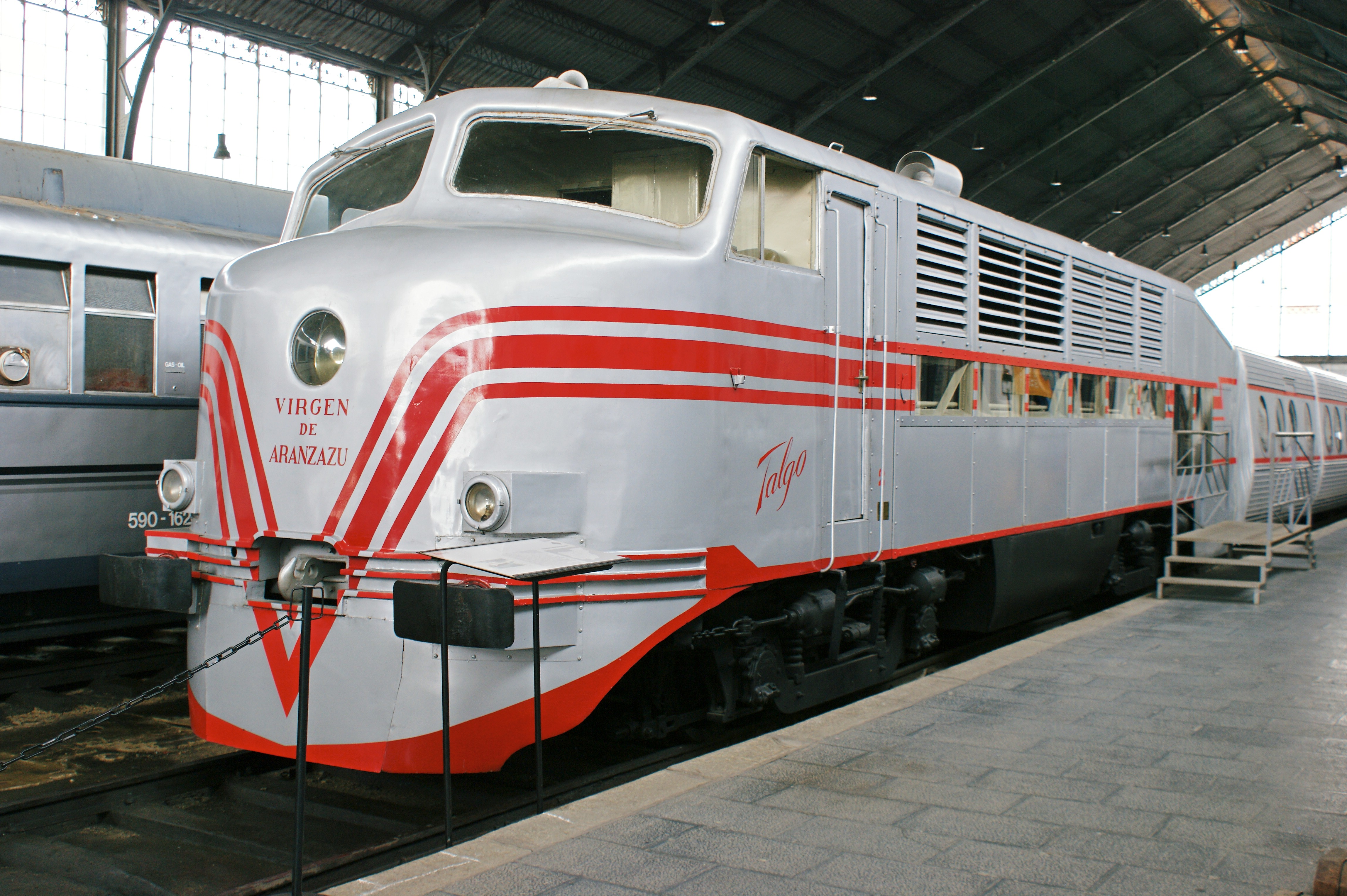
RENFE 350 sorozat
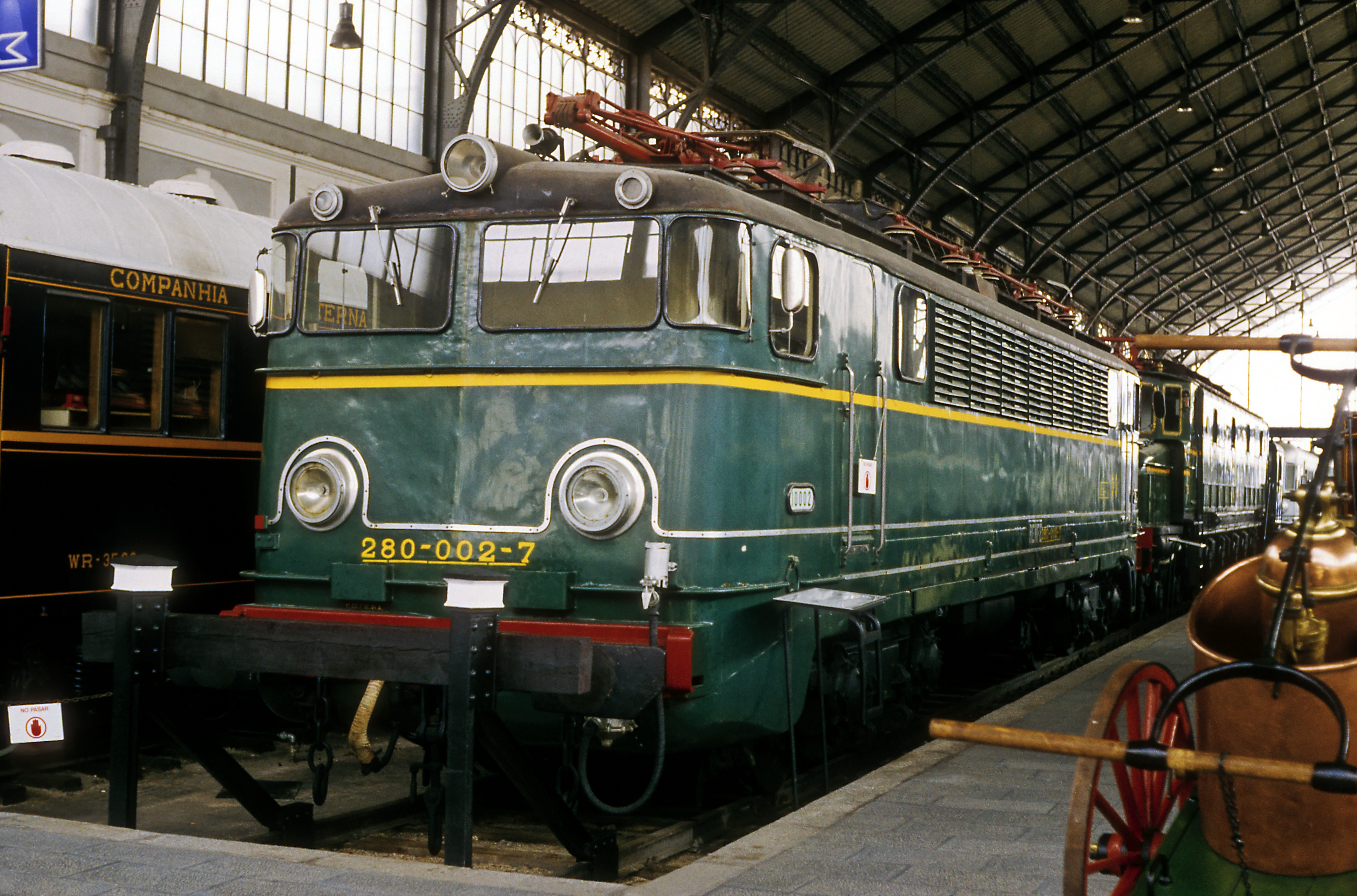
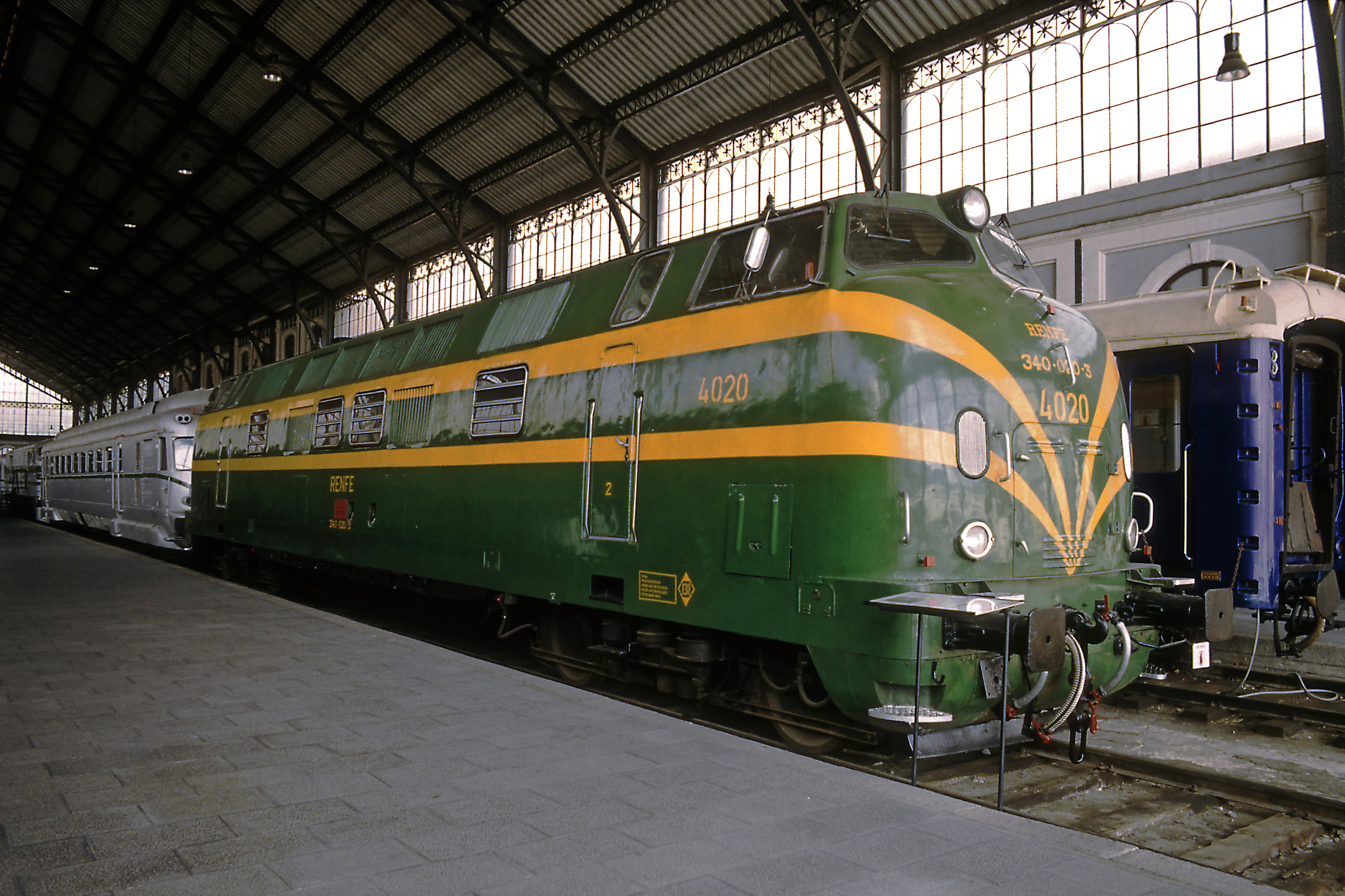
RENFE 340 sorozat

## Lásd még
- Katalán vasúti múzeum